# الليدي ماري فوكس

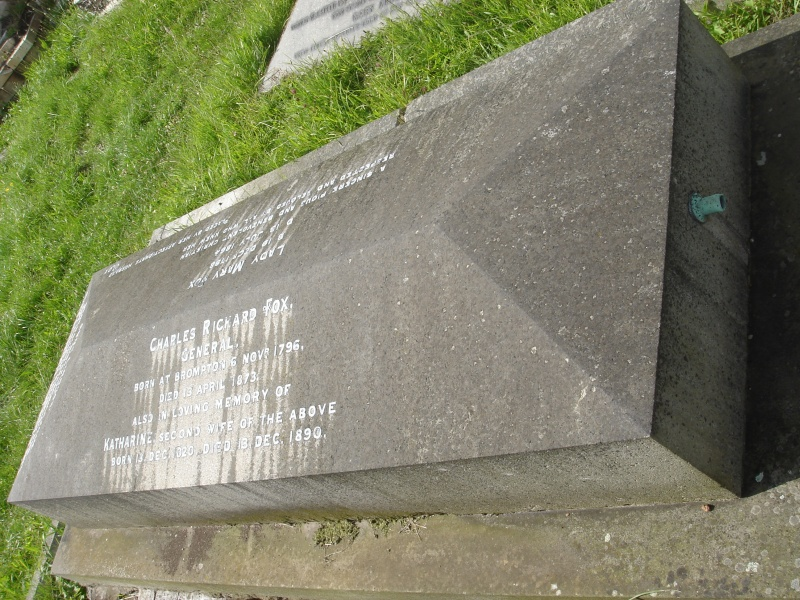
قبر الليدي ماري وتشارلز ريتشارد فوكس في مقبرة كينسال الخضراء

الليدي ماري فوكس (ني فيتزكلارنس ، 19 ديسمبر 1798 – 13 يوليو 1864) ابنة غير شرعية للملك وليام الرابع ملك المملكة المتحدة من قبل عشيقته دوروثيا جوردان. في وقت لاحق من حياتها أصبحت كاتبة.

## زواجها
وُلدت ماري فيتزكلارنس في بوشي هاوس لتكون المولود الرابع والابنة الثانية للأمير وليام دوق كلارينس، ورفيقته دوروثيا جوردان. كانت «فتاة ذات شعر بني جميلة المظهر وذات طابع لطيف وخلق». في عام 1820 م، كانت أختها الأصغر سناً، إليزابيث، محبوبة تشارلز ريتشارد فوكس، الابن الأكبر لكن غير الشرعي للورد وليدي هولاند. لم يوافق والديه على المباراة، لكن بعد أربع سنوات وافق على علاقته بماري.
تزوج الزوجان في 19 يونيو 1824 م في سان جورج بميدان هانوفر، لندن. تشعر سيدة هولاند بالقلق من أنها قد تكون «شخصا مريضًا» وتمنيت أن يكون «دم الأم الدوار قد يخفف من الدساتير الملكية». كتبت حماتها في 31 أغسطس / آب أن ابنها «رغم أنه مولع بها، فإنه لا يعتبرها سوى مساعدًا لميدالياته وممتلكاته الأخرى، وليس مدير»، لكنه خلص إلى أن «كل شيء سيكون جيدًا؛ كما انها رابحة جدا، وحازمة جدا، ومولعا بإخلاص منه». أسس الزوجان منزلهما في ليتل هولاند هاوس بحلول عام 1827 م. انتقلوا إلى كندا في سبتمبر 1829 م عندما استأنف تشارلز الخدمة العسكرية النشطة. 

## انضمام الأب
تلقت ماري فوكس من والدها الجزء الثاني من لفائف أنطوني، التي كانت في حوزة العائلة المالكة منذ عهد الملك هنري الثامن، على الرغم من أنها ربما لم تكن مهتمة بتاريخ البحرية الملكية. أدت وفاة عمها، الملك جورج الرابع، في عام 1830 م إلى انضمام والدها إلى عروش المملكة المتحدة وهانوفر. كان الملك الجديد حريصًا على رؤية ابنته تعود إلى المنزل ونقل زوجها إليها.  منحها رتبة ابنة ماركيز في 24 مايو 1831 م.

## التأليف ولفائف أنطوني
توفي الملك ويليام الرابع في يناير 1837 م واعتلت ابنة عم الليدي ماري، فيكتوريا، العرش. في وقت لاحق من ذلك العام، نشرت الليدي ماري قصة خيالية نسوية مرعبة بعنوان «سرد لحملة إلى داخل هولندا الجديدة». تعتبر أطروحة الليدي ماري المثال الأكثر تمثيلا لتصوير نيو هولاند (أستراليا) كمكان غامض و «غير واقعي». في يناير من عام 1857 م، علم السير فريدريك مادن، حارس المخطوطات في المتحف البريطاني، أن السيدة ماري ترغب في بيع اللفافة التي أعطاها إياها والدها من أجل جمع الأموال لبناء كنيسة «أو شيء من هذا القبيل». 
لجزء كبير من حياتها في وقت لاحق، عملت الليدي ماري مدبرة منزل في قلعة وندسور.  توفيت دون أن تنجب أطفالا في 13 يوليو 1864 م. دفنت مع زوجها في مقبرة كينسال الخضراء.